# Liste des œuvres de Camille Saint-Saëns

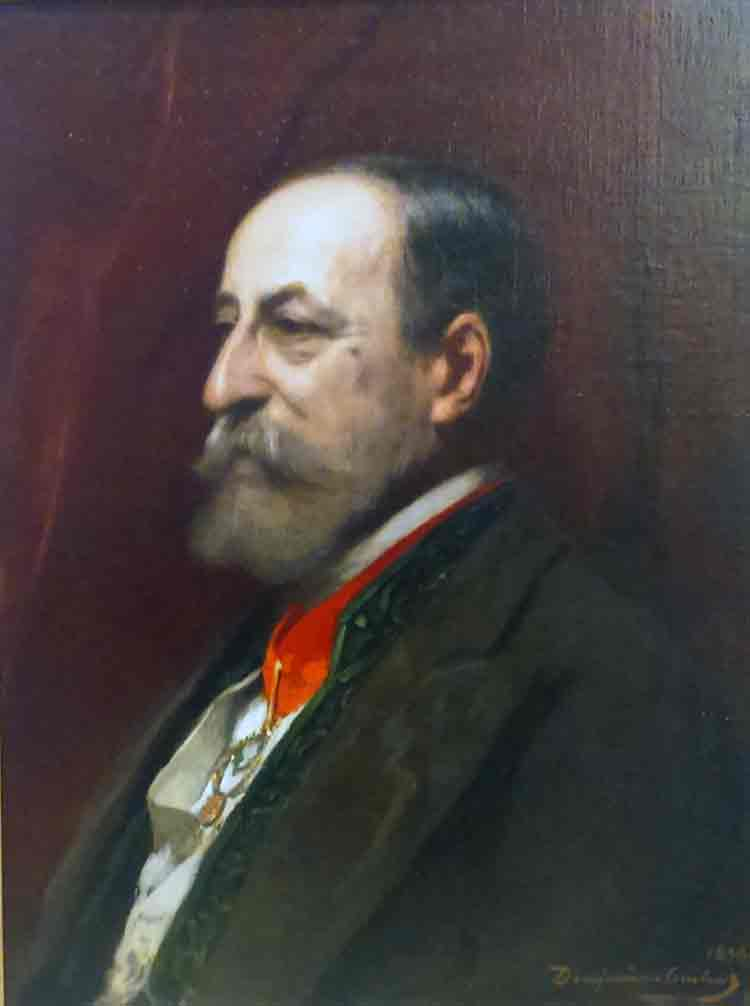
Portrait de Camille Saint-Saëns par Benjamin-Constant (1898).

Cette liste regroupe les œuvres de Camille Saint-Saëns telles que recensées dans le catalogue thématique établi par la musicologue Sabina Teller Ratner (numérotation « R »), avec précision du numéro d'opus quand il existe.

## Liste des œuvres
| no catalogue Ratner (R) | no d'opus | Titre                                                                                              | Genre                                             | Date(s) de composition    | Notes |
| ----------------------- | --------- | -------------------------------------------------------------------------------------------------- | ------------------------------------------------- | ------------------------- | --- |
| 1                       |           | Juvenilia                                                                                          | Pièce pour piano                                  | 1839-1842                 | |
| 2                       |           | Galop (en sol majeur)                                                                              | Pièce pour piano                                  | 1841                      | |
| 3                       |           | Andante (en do mineur)                                                                             | Pièce pour piano                                  | 1841                      | |
| 4                       |           | Petit galop (en fa majeur)                                                                         | Pièce pour piano                                  | 1841                      | |
| 5                       |           | Galop (en la bémol majeur)                                                                         | Pièce pour piano                                  | 1841                      | |
| 6                       |           | Variation (en do majeur)                                                                           | Pièce pour piano                                  | 1841                      | sur un thème de Félix Cazot |
| 7                       |           | Andante (en sol majeur)                                                                            | Pièce pour piano                                  | 1841                      | |
| 8                       |           | Berceuse (en sol majeur)                                                                           | Pièce pour piano                                  | 1841                      | |
| 9                       |           | Valse (en la majeur)                                                                               | Pièce pour piano                                  | 1841                      | |
| 10                      |           | Valse (en la bémol majeur)                                                                         | Pièce pour piano                                  | 1841                      | |
| 11                      |           | Valse (en la bémol majeur)                                                                         | Pièce pour piano                                  | 1841                      | |
| 12                      |           | Galop (en la majeur)                                                                               | Pièce pour piano                                  | 1842                      | |
| 13                      |           | Morceau (en ré mineur)                                                                             | Pièce pour piano                                  | 1842                      | |
| 14                      |           | Thème et variations (en do majeur)                                                                 | Pièce pour piano                                  | 1842                      | |
| 15                      |           | Allegretto (en mi bémol majeur)                                                                    | Pièce pour piano                                  | 1842                      | |
| 16                      |           | Largo (en do mineur)                                                                               | Pièce pour piano                                  | 1842                      | |
| 17                      |           | Adagio (en mi bémol majeur)                                                                        | Pièce pour piano                                  | 1842                      | |
| 18                      |           | Valse (en la majeur)                                                                               | Pièce pour piano                                  | 1842                      | faite à Chaumont |
| 19                      |           | Valse (en sol majeur)                                                                              | Pièce pour piano                                  | 1843                      | écrite à 8 ans |
| 20                      |           | Pièce (en do majeur)                                                                               | Pièce pour piano                                  | 1844                      | |
| 21                      |           | Pièce (en mi bémol majeur)                                                                         | Pièce pour piano                                  | 1845 (ca.)                | |
| 22                      |           | Air varié (en do majeur)                                                                           | Pièce pour piano                                  | 1846                      | |
| 23                      |           | Sonate (en sol majeur)                                                                             | Pièce pour piano                                  | 1847                      | |
| 24                      |           | Pièce (en ré mineur)                                                                               | Pièce pour piano                                  | 1847                      | |
| 25                      | 3         | Six Bagatelles                                                                                     | Pièce pour piano                                  | 1855                      | |
| 26                      |           | Deux Bagatelles                                                                                    | Pièce pour piano                                  | 1858                      | |
| 27                      |           | Allegro di molto (en ré bémol majeur)                                                              | Pièce pour piano                                  | 1859 (?)                  | |
| 28                      | 21        | Mazurka no 1 (en sol mineur)                                                                       | Pièce pour piano                                  | 1862                      | |
| 29                      |           | Antwort                                                                                            | Pièce pour piano                                  | 1866                      | servira plus tard de base musicale pour la Fantaisie op. 124                                                                       |
| 30                      |           | Prélude (en sol mineur)                                                                            | Pièce pour piano                                  | 1866                      | réutilisé dans une version modifiée pour l'Allegro moderato de la Sonate no 1 op. 32 pour violoncelle et piano                     |
| 31                      | 23        | Gavotte (en do mineur)                                                                             | Pièce pour piano                                  | 1871                      | composée à l'origine comme entr'acte d'un tableau du Timbre d'argent                                                               |
| 32                      | 24        | Mazurka no 2 (en sol mineur)                                                                       | Pièce pour piano                                  | 1871                      | |
| 33                      |           | Romance sans paroles (en si mineur)                                                                | Pièce pour piano                                  | 1871                      | |
| 34                      | 56        | Menuet et Valse                                                                                    | Pièce pour piano                                  | 1872                      | |
| 35                      | 52        | Six Études                                                                                         | Pièce pour piano                                  | 1877                      | |
| 36                      | 66        | Mazurka no 3 (en si mineur)                                                                        | Pièce pour piano                                  | 1882                      | |
| 37                      | 70        | Allegro appassionato (en do dièse mineur)                                                          | Pièce pour piano                                  | 1884                      | pour piano seul ou piano et accompagnement d'orchestre (voir R 200) ; écrit à l'origine pour le concours du Conservatoire de Paris |
| 38                      | 72        | Album                                                                                              | Pièce pour piano                                  | 1884                      | |
| 39                      |           | Improvisation (en la majeur)                                                                       | Pièce pour piano                                  | 1885 (?)                  | également connu sous le titre Impromptu pour piano                                                                                 |
| 40                      | 80        | Souvenir d'Italie                                                                                  | Pièce pour piano                                  | 1887                      | |
| 41                      |           | Bourrée (en la mineur)                                                                             | Pièce pour piano                                  | 1888 (?)                  | |
| 42                      | 85        | Les Cloches du soir                                                                                | Pièce pour piano                                  | 1889                      | |
| 43                      | 88        | Valse canariote                                                                                    | Pièce pour piano                                  | 1890                      | |
| 44                      | 90        | Suite (en fa majeur)                                                                               | Pièce pour piano                                  | 1891                      | |
| 45                      | 97        | Thème varié (en do majeur)                                                                         | Pièce pour piano                                  | 1894                      | écrit pour le concours du Conservatoire de Paris                                                                                   |
| 46                      | 100       | Souvenir d'Ismaïlia                                                                                | Pièce pour piano                                  | 1895                      | |
| 47                      | 104       | Valse mignonne                                                                                     | Pièce pour piano                                  | 1896                      | |
| 48                      | 110       | Valse nonchalante                                                                                  | Pièce pour piano                                  | 1898                      | |
| 49                      | 111       | Six Études                                                                                         | Pièce pour piano                                  | 1892/1899                 | |
| 50                      |           | Le Ruisseau                                                                                        | Pièce pour piano                                  | 1900                      | écrit pour une collection d'autographes de musicien contemporains                                                                  |
| 51                      | 120       | Valse langoureuse                                                                                  | Pièce pour piano                                  | 1903                      | |
| 52                      |           | Morceau de concours no 2                                                                           | Pièce pour piano                                  | 1904                      | |
| 52A                     |           | Prélude (en sol majeur)                                                                            | Pièce pour piano                                  | 1908 (?)                  | publié dans la Méthode de piano op. 269 de Théodore Lack (1909)                                                                    |
| 53                      |           | Feuillet d'album (en si bémol majeur)                                                              | Pièce pour piano                                  | 1909                      | |
| 54                      | 135       | Six Études pour la main gauche seule                                                               | Pièce pour piano                                  | 1912                      | pour la main gauche seule |
| 55                      | 139       | Valse gaie                                                                                         | Pièce pour piano                                  | 1912                      | |
| 56                      |           | Allegro (en mi bémol majeur)                                                                       | Pièce pour piano                                  | 1913                      | arrangé pour le Concours du Conservatoire de Paris, d'après le Concerto no 3 op. 29                                                |
| 57                      | 161       | Six fugues                                                                                         | Pièce pour piano                                  | 1920                      | |
| 58                      | 169       | Feuillet d'album                                                                                   | Pièce pour piano                                  | 1921                      | |
| 59                      | 11        | Duettino (en sol majeur)                                                                           | Piano à quatre mains                              | 1855/1858                 | |
| 60                      | 59        | König Harald Harfagar                                                                              | Piano à quatre mains                              | 1880                      | d'après Heinrich Heine |
| 61                      | 81        | Feuillet d'album (en si bémol majeur)                                                              | Piano à quatre mains                              | 1887                      | |
| 62                      | 86        | Pas redoublé (en si bémol majeur)                                                                  | Piano à quatre mains                              | 1887                      | également pour harmonie militaire (voir R 150)                                                                                     |
| 63                      | 105       | Berceuse (en mi majeur)                                                                            | Piano à quatre mains                              | 1896                      | |
| 64                      | 155       | Marche interalliée                                                                                 | Piano à quatre mains                              | 1918                      | également pour harmonie militaire (voir R 153)                                                                                     |
| 65                      | 163       | Marche dédiée aux étudiants d'Alger                                                                | Piano à quatre mains                              | 1921                      | |
| 66                      | 35        | Variations (en mi bémol majeur)                                                                    | Deux pianos                                       | 1874                      | |
| 67                      | 77        | Polonaise (en fa mineur)                                                                           | Deux pianos                                       | 1885                      | |
| 68                      | 87        | Scherzo                                                                                            | Deux pianos                                       | 1889                      | |
| 69                      | 96        | Caprice arabe                                                                                      | Deux pianos                                       | 1894                      | |
| 70                      | 8bis      | Duo pour deux pianos                                                                               | Deux pianos                                       | 1897                      | d'après les Duos pour piano et orgue op. 8 (voir R 110)                                                                            |
| 71                      | 106       | Caprice héroïque                                                                                   | Deux pianos                                       | 1898                      | |
| 72                      | 1         | Trois morceaux                                                                                     | Pièce pour orgue ou harmonium                     | 1852                      | pour harmonium |
| 73                      |           | Deux pièces d'orgue                                                                                | Pièce pour orgue ou harmonium                     | 1852-1853 (ca.)           | pour orgue |
| 74                      |           | Assai moderato (en si bémol majeur)                                                                | Pièce pour orgue ou harmonium                     | 1853                      | pour orgue |
| 75                      |           | Offertoire (en do mineur)                                                                          | Pièce pour orgue ou harmonium                     | 1853-1857                 | pour cor et orgue |
| 76                      |           | Prélude pour orgue (en fa majeur)                                                                  | Pièce pour orgue ou harmonium                     | 1855 (ca.)                | pour orgue |
| 77                      |           | Interlude fugué                                                                                    | Pièce pour orgue ou harmonium                     | 1856                      | pour orgue ou harmonium |
| 78                      |           | Fantaisie (en mi bémol majeur)                                                                     | Pièce pour orgue ou harmonium                     | 1857                      | pour orgue |
| 79                      |           | Procession (en do majeur)                                                                          | Pièce pour orgue ou harmonium                     | 1858                      | pour harmonium ou orgue |
| 80                      | 9         | Bénédiction nuptiale                                                                               | Pièce pour orgue ou harmonium                     | 1859                      | pour orgue |
| 81                      |           | Six Morceaux pour harmonium                                                                        | Pièce pour orgue ou harmonium                     | 1859                      | pour harmonium |
| 82                      |           | Offertoire (en ré majeur)                                                                          | Pièce pour orgue ou harmonium                     | 1859                      | pour harmonium ou orgue |
| 83                      | 13        | Élévation ou Communion (en mi majeur)                                                              | Pièce pour orgue ou harmonium                     | 1859                      | version pour orgue et version pour harmonium                                                                                       |
| 84                      |           | Communion (en mi bémol majeur)                                                                     | Pièce pour orgue ou harmonium                     | 1859                      | pour harmonium ou orgue |
| 85                      |           | Pièces pour orgue                                                                                  | Pièce pour orgue ou harmonium                     | 1859 (?)                  | pour orgue |
| 86                      |           | Prélude (en la majeur)                                                                             | Pièce pour orgue ou harmonium                     | 1858-1860                 | pour orgue-harmonium |
| 87                      | 7         | Trois Rhapsodies sur des cantiques bretons                                                         | Pièce pour orgue ou harmonium                     | 1866                      | pour orgue |
| 88                      |           | Præludium et fuga (en do mineur)                                                                   | Pièce pour orgue ou harmonium                     | 1870 (avant)              | pour orgue |
| 89                      |           | Morceau (en do majeur)                                                                             | Pièce pour orgue ou harmonium                     | 1871 (avant)              | |
| 90                      |           | Deux pièces brèves                                                                                 | Pièce pour orgue ou harmonium                     | 1870 (probablement après) | pour orgue ou harmonium |
| 91                      |           | Offertoire (en mi mineur)                                                                          | Pièce pour orgue ou harmonium                     | 1876 (après)              | pour harmonium ou orgue |
| 92                      |           | Offertoire (en fa majeur)                                                                          | Pièce pour orgue ou harmonium                     | 1882                      | d'après le début d'Henry VIII |
| 93                      |           | Adagio (en sol majeur)                                                                             | Pièce pour orgue ou harmonium                     | 1892                      | pour orgue |
| 94                      | 99        | Trois Préludes et fugues (1er Livre)                                                               | Pièce pour orgue ou harmonium                     | 1894                      | pour orgue |
| 95                      | 101       | Fantaisie (en ré bémol majeur)                                                                     | Pièce pour orgue ou harmonium                     | 1895                      | pour orgue |
| 96                      | 107       | Marche religieuse (en fa majeur)                                                                   | Pièce pour orgue ou harmonium                     | 1897                      | pour orgue |
| 97                      | 109       | Trois Préludes et fugues (2e Livre)                                                                | Pièce pour orgue ou harmonium                     | 1898                      | pour orgue |
| 98                      |           | Marche-Cortège (en mi bémol majeur)                                                                | Pièce pour orgue ou harmonium                     | 1901 (avant)              | pour harmonium ou orgue |
| 99                      |           | Fantaisie pour orgue aeolian                                                                       | Pièce pour orgue ou harmonium                     | 1906                      | pour orgue aeolian (à demi-mécanique)                                                                                              |
| 100                     | 150       | Sept Improvisations                                                                                | Pièce pour orgue ou harmonium                     | 1916-1917                 | pour orgue |
| 101                     | 157       | Fantaisie no 3 (en do majeur)                                                                      | Pièce pour orgue ou harmonium                     | 1919                      | pour orgue |
| 102                     | 95        | Fantaisie (en la mineur)                                                                           | Pièce pour harpe                                  | 1893                      | pour harpe seule |
| 103                     |           | Sonate (en si bémol majeur)                                                                        | Musique de chambre                                | 1842                      | pour violon et piano |
| 104                     |           | Mélodie (en do majeur)                                                                             | Musique de chambre                                | 1845                      | pour violon et piano |
| 105                     |           | Trio inachevé (en sol majeur)                                                                      | Musique de chambre                                | 1848 (ca.)                | pour piano, violon et violoncelle                                                                                                  |
| 106                     |           | Sonate inachevée (en fa majeur)                                                                    | Musique de chambre                                | 1850 (ca.)                | pour violon et piano |
| 107                     |           | Quatuor (en mi majeur)                                                                             | Musique de chambre                                | 1851-1853                 | pour piano, violon, alto et violoncelle                                                                                            |
| 108                     |           | Adagio (en mi bémol majeur)                                                                        | Musique de chambre                                | 1853-1857 (entre ?)       | pour cor et orgue |
| 109                     | 14        | Quintette (en la mineur)                                                                           | Musique de chambre                                | 1855                      | pour piano, 2 violons, alto et violoncelle                                                                                         |
| 110                     | 8         | Six Duos                                                                                           | Musique de chambre                                | 1858                      | pour harmonium et piano |
| 111                     |           | Caprice brillant (en si mineur)                                                                    | Musique de chambre                                | 1859                      | pour piano et violon |
| 112                     | 16        | Suite                                                                                              | Musique de chambre                                | 1862 ; 1866               | pour violoncelle et piano, version pour violoncelle et orchestre op. 16bis (voir R 211)                                            |
| 113                     | 18        | Trio no 1 (en fa majeur)                                                                           | Musique de chambre                                | 1864                      | pour piano, violon et violoncelle                                                                                                  |
| 114                     | 15        | Sérénade                                                                                           | Musique de chambre                                | 1865                      | pour piano, orgue, violon et alto ou violoncelle                                                                                   |
| 115                     | 27        | Romance (en si bémol majeur)                                                                       | Musique de chambre                                | 1866                      | pour violon, piano et orgue-harmonium                                                                                              |
| 116                     |           | Les odeurs de Paris                                                                                | Musique de chambre                                | 1870 (ca.)                | grande marche pour orchestre d'enfants                                                                                             |
| 117                     | 38        | Berceuse (en si bémol majeur)                                                                      | Musique de chambre                                | 1871                      | pour violon et piano |
| 118                     | 32        | Sonate no 1 (en do mineur)                                                                         | Musique de chambre                                | 1872                      | pour violoncelle et piano |
| 119                     | 43        | Allegro appassionato (en si mineur)                                                                | Musique de chambre                                | 1873 (avant)              | pour violoncelle avec accompagnement de piano ou d'orchestre (voir R 194)                                                          |
| 120                     | 41        | Quatuor (en si bémol majeur)                                                                       | Musique de chambre                                | 1875                      | pour piano, violon, alto et violoncelle                                                                                            |
| 121                     | 51        | Romance (en ré majeur)                                                                             | Musique de chambre                                | 1877                      | pour violoncelle avec accompagnement de piano                                                                                      |
| 122                     | 65        | Septuor (en mi bémol majeur)                                                                       | Musique de chambre                                | 1879-1880                 | pour trompette, 2 violons, alto, violoncelle, contrebasse et piano                                                                 |
| 123                     | 75        | Sonate no 1 (en ré mineur)                                                                         | Musique de chambre                                | 1885                      | pour piano et violon |
| 124                     | 76        | Wedding Cake                                                                                       | Musique de chambre                                | 1885                      | caprice-valse pour piano et instruments à cordes                                                                                   |
| 125                     |           | Le Carnaval des animaux                                                                            | Musique de chambre                                | 1886                      | grande fantaisie zoologique |
| 126                     | 79        | Caprice sur des airs danois et russes                                                              | Musique de chambre                                | 1887                      | pour flûte, hautbois, clarinette et piano                                                                                          |
| 127                     | 91        | Chant saphique                                                                                     | Musique de chambre                                | 1892                      | pour violoncelle et piano |
| 128                     |           | Méditation                                                                                         | Musique de chambre                                | 1892                      | pour violon avec accompagnement de piano, d'après la Bagatelle op. 3 no 6                                                          |
| 129                     | 92        | Trio no 2 (en mi mineur)                                                                           | Musique de chambre                                | 1892                      | pour piano, violon et violoncelle                                                                                                  |
| 130                     | 102       | Sonate no 2 (en mi bémol majeur)                                                                   | Musique de chambre                                | 1896                      | pour violon et piano |
| 131                     |           | Barcarolle (en ré majeur)                                                                          | Musique de chambre                                | 1897                      | pour violon, violoncelle, orgue et piano                                                                                           |
| 132                     | 108       | Barcarolle (en fa majeur)                                                                          | Musique de chambre                                | 1898                      | pour violon, violoncelle, harmonium et piano                                                                                       |
| 133                     | 112       | Quatuor no 1 (en mi mineur)                                                                        | Musique de chambre                                | 1899                      | quatuor à cordes |
| 134                     |           | Morceau (en ré majeur)                                                                             | Musique de chambre                                | 1898 (après)              | violoncelle et piano |
| 135                     | 123       | Sonate no 2 (en fa majeur)                                                                         | Musique de chambre                                | 1905                      | pour violoncelle et piano |
| 136                     | 124       | Fantaisie (en la majeur)                                                                           | Musique de chambre                                | 1907                      | pour violon et harpe |
| 137                     | 136       | Triptyque (en ré majeur)                                                                           | Musique de chambre                                | 1912                      | pour violon et piano |
| 138                     |           | Allegro de concert                                                                                 | Musique de chambre                                | 1913                      | pour violon et piano, d'après le Concerto no 3 (op. 61), pour le concours du Conservatoire de Paris                                |
| 139                     | 143       | Élégie (en ré majeur)                                                                              | Musique de chambre                                | 1915                      | pour violon et piano |
| 140                     | 144       | Cavatine (en ré bémol majeur)                                                                      | Musique de chambre                                | 1915                      | pour trombone ténor avec accompagnement de piano                                                                                   |
| 141                     | 153       | Quatuor no 2 (en mi mineur)                                                                        | Musique de chambre                                | 1918                      | quatuor à cordes |
| 142                     |           | L'Air de la pendule                                                                                | Musique de chambre                                | 1918                      | pour violon et piano |
| 143                     | 158       | Prière (en sol majeur)                                                                             | Musique de chambre                                | 1919                      | pour violoncelle avec accompagnement d'orgue                                                                                       |
| 144                     | 158bis    | Prière (en sol majeur)                                                                             | Musique de chambre                                | 1920                      | pour violon avec accompagnement d'orgue                                                                                            |
| 145                     | 160       | Élégie (en fa majeur)                                                                              | Musique de chambre                                | 1920                      | pour violon et piano |
| 146                     | 166       | Sonate (en ré majeur)                                                                              | Musique de chambre                                | 1921                      | pour hautbois avec accompagnement de piano                                                                                         |
| 147                     | 167       | Sonate (en mi bémol majeur)                                                                        | Musique de chambre                                | 1921                      | pour clarinette avec accompagnement de piano                                                                                       |
| 148                     | 168       | Sonate (en sol majeur)                                                                             | Musique de chambre                                | 1921                      | pour basson avec accompagnement de piano                                                                                           |
| 149                     | 25        | Orient et Occident                                                                                 | Musique d'harmonie                                | 1869                      | |
| 150                     | 86        | Pas redoublé (en si bémol majeur)                                                                  | Musique d'harmonie                                | 1887                      | également en version piano à quatre mains (voir R 62)                                                                              |
| 151                     | 125       | Sur les bords du Nil                                                                               | Musique d'harmonie                                | 1908                      | également en version piano à quatre mains                                                                                          |
| 152                     | 152       | Vers la victoire                                                                                   | Musique d'harmonie                                | 1917                      | également en version piano à quatre mains                                                                                          |
| 153                     | 155       | Marche interalliée                                                                                 | Musique d'harmonie                                | 1918                      | également en version piano à quatre mains (voir R 64)                                                                              |
| 154                     |           | Symphonie inachevée (en si bémol majeur)                                                           | Musique symphonique                               | 1848 (ca.)                | |
| 155                     |           | Symphonie inachevée (en ré majeur)                                                                 | Musique symphonique                               | 1850 (ca.)                | |
| 156                     |           | Scherzo (en la majeur)                                                                             | Musique symphonique                               | 1850 (ca.)                | pour petit orchestre |
| 157                     |           | Serenata (en ré majeur)                                                                            | Musique symphonique                               | 1850 (ca.)                | |
| 158                     |           | Premier morceau de la Symphonie en la                                                              | Musique symphonique                               | 1850 (ca.)                | |
| 159                     |           | Symphonie (en la majeur)                                                                           | Musique symphonique                               | 1850 (ca.)                | |
| 160                     |           | Les Cloches                                                                                        | Musique symphonique                               | 1853                      | grande symphonie avec chœur |
| 161                     | 2         | Symphonie no 1 (en mi bémol majeur)                                                                | Musique symphonique                               | 1853                      | |
| 162                     |           | Ouverture d'un opéra-comique inachevé                                                              | Musique symphonique                               | 1854                      | |
| 163                     |           | Symphonie en fa « Urbs Roma »                                                                      | Musique symphonique                               | 1856                      | |
| 164                     | 55        | Symphonie no 2 (en la mineur)                                                                      | Musique symphonique                               | 1859                      | |
| 165                     | 49        | Suite pour orchestre (en ré majeur)                                                                | Musique symphonique                               | 1862-1863                 | |
| 166                     |           | Spartacus, ouverture                                                                               | Musique symphonique                               | 1863                      | |
| 167                     |           | Pamponette (en sol majeur)                                                                         | Musique symphonique                               | 1864                      | polka pour orchestre |
| 168                     | 34        | Marche héroïque                                                                                    | Musique symphonique                               | 1870-1871                 | |
| 169                     | 31        | Le Rouet d'Omphale                                                                                 | Musique symphonique                               | 1871-1872                 | poème symphonique |
| 170                     | 39        | Phaéton                                                                                            | Musique symphonique                               | 1873                      | poème symphonique |
| 171                     | 40        | Danse macabre                                                                                      | Musique symphonique                               | 1874                      | poème symphonique, basé sur une mélodie de Saint-Saëns composée en 1872 sur le poème Égalité, Fraternité d'Henri Cazalis           |
| 172                     | 50        | La Jeunesse d'Hercule                                                                              | Musique symphonique                               | 1877                      | poème symphonique |
| 173                     | 60        | Suite algérienne                                                                                   | Musique symphonique                               | 1880                      | |
| 174                     | 64        | Jota aragonese                                                                                     | Musique symphonique                               | 1880                      | |
| 175                     | 63        | Une nuit à Lisbonne                                                                                | Musique symphonique                               | 1880                      | barcarolle |
| 176                     | 78        | Symphonie no 3 (en do mineur)                                                                      | Musique symphonique                               | 1886                      | symphonie avec orgue |
| 177                     | 7bis      | Rapsodie bretonne                                                                                  | Musique symphonique                               | 1891                      | pour orchestre, basé sur des motifs des Rhapsodies op. 7 nos 1 et 3 (voir R 87)                                                    |
| 178                     | 93        | Sarabande et Rigaudon (en mi majeur)                                                               | Musique symphonique                               | 1892                      | |
| 179                     |           | Paso-Doble                                                                                         | Musique symphonique                               | 1894                      | |
| 180                     | 117       | Marche du couronnement                                                                             | Musique symphonique                               | 1902                      | |
| 181                     | 133       | Ouverture de fête (en fa majeur)                                                                   | Musique symphonique                               | 1910                      | |
| 182                     |           | Hail! California                                                                                   | Musique symphonique                               | 1915                      | pour orchestre, orgue et musique militaire                                                                                         |
| 183                     | 6         | Tarentelle (en la mineur)                                                                          | Musique concertante                               | 1857                      | pour flûte et clarinette avec accompagnement d'orchestre ou de piano                                                               |
| 184                     | 58        | Concerto no 2 (en do majeur)                                                                       | Musique concertante                               | 1858                      | pour violon avec accompagnement d'orchestre ou de piano                                                                            |
| 185                     | 17        | Concerto no 1 (en ré majeur)                                                                       | Musique concertante                               | 1858                      | pour piano avec accompagnement d'orchestre                                                                                         |
| 186                     | 20        | Concerto no 1 (en la majeur)                                                                       | Musique concertante                               | 1859 ; 1864               | pour violon avec accompagnement d'orchestre                                                                                        |
| 187                     |           | Fantaisie (en mi bémol majeur)                                                                     | Musique concertante                               | 1860                      | pour clarinette avec accompagnement d'orchestre                                                                                    |
| 188                     | 28        | Introduction et Rondo capriccioso                                                                  | Musique concertante                               | 1863                      | pour violon avec accompagnement d'orchestre                                                                                        |
| 189                     | 67        | Romance (en mi majeur)                                                                             | Musique concertante                               | 1866                      | pour cor ou violoncelle avec accompagnement d'orchestre ou de piano, tirée de Suite op. 16 (voir R 112)                            |
| 190                     | 22        | Concerto no 2 (en sol mineur)                                                                      | Musique concertante                               | 1868                      | pour piano avec accompagnement d'orchestre                                                                                         |
| 191                     | 29        | Concerto no 3 (en mi bémol majeur)                                                                 | Musique concertante                               | 1869                      | pour piano avec accompagnement d'orchestre                                                                                         |
| 192                     | 37        | Romance (en ré bémol majeur)                                                                       | Musique concertante                               | 1871                      | pour flûte (ou violon) avec accompagnement d'orchestre (ou piano)                                                                  |
| 193                     | 33        | Concerto no 1 (en la mineur)                                                                       | Musique concertante                               | 1872                      | pour violoncelle avec accompagnement d'orchestre ou de piano                                                                       |
| 194                     | 43        | Allegro appassionato (en si mineur)                                                                | Musique concertante                               | 1873 (avant)              | pour violoncelle avec accompagnement de piano ou d'orchestre                                                                       |
| 195                     | 36        | Romance (en fa majeur)                                                                             | Musique concertante                               | 1874                      | pour cor (ou violoncelle) avec accompagnement d'orchestre (ou piano)                                                               |
| 196                     | 48        | Romance (en do majeur)                                                                             | Musique concertante                               | 1874                      | pour violon avec accompagnement d'orchestre ou de piano                                                                            |
| 197                     | 44        | Concerto no 4 (en do mineur)                                                                       | Musique concertante                               | 1875                      | pour piano avec accompagnement d'orchestre                                                                                         |
| 198                     | 61        | Concerto no 3 (en si mineur)                                                                       | Musique concertante                               | 1880                      | pour violon avec accompagnement d'orchestre ou de piano                                                                            |
| 199                     | 62        | Morceau de concert (en mi mineur)                                                                  | Musique concertante                               | 1880                      | pour violon avec accompagnement d'orchestre ou de piano                                                                            |
| 200                     | 70        | Allegro appassionato (en do dièse mineur)                                                          | Musique concertante                               | 1884                      | écrit à l'origine pour piano seul pour le Concours du Conservatoire de Paris (voir R 37)                                           |
| 201                     | 73        | Rhapsodie d'Auvergne                                                                               | Musique concertante                               | 1884                      | pour piano et orchestre |
| 202                     | 83        | Havanaise                                                                                          | Musique concertante                               | 1887-1888                 | pour violon avec accompagnement d'orchestre ou de piano                                                                            |
| 203                     | 94        | Morceau de concert (en fa mineur)                                                                  | Musique concertante                               | 1887                      | pour cor avec accompagnement de piano ou d'orchestre                                                                               |
| 204                     | 89        | Africa                                                                                             | Musique concertante                               | 1891                      | fantaisie pour piano avec accompagnement d'orchestre                                                                               |
| 205                     | 103       | Concerto no 5 (en fa majeur)                                                                       | Musique concertante                               | 1896                      | pour piano et orchestre, connu comme « L'Égyptien »                                                                                |
| 206                     | 119       | Concerto no 2 (en ré mineur)                                                                       | Musique concertante                               | 1902                      | pour violoncelle et orchestre |
| 207                     | 122       | Caprice andalous                                                                                   | Musique concertante                               | 1904                      | pour violon avec accompagnement d'orchestre                                                                                        |
| 208                     | 132       | La Muse et le Poète                                                                                | Musique concertante                               | 1910                      | pour violon et violoncelle avec accompagnement d'orchestre (ou de piano)                                                           |
| 209                     | 154       | Morceau de concert (en sol majeur)                                                                 | Musique concertante                               | 1918                      | pour harpe avec accompagnement d'orchestre                                                                                         |
| 210                     | 156       | Cyprès et lauriers                                                                                 | Musique concertante                               | 1919                      | pour orgue et orchestre |
| 211                     | 16bis     | Suite                                                                                              | Musique concertante                               | 1862/1919                 | pour violoncelle et orchestre (ou piano)                                                                                           |
| 212                     | 162       | Odelette                                                                                           | Musique concertante                               | 1920                      | pour flûte avec accompagnement d'orchestre                                                                                         |
| 213                     |           | Passacaglia de J.S. Bach                                                                           | Transcription ou arrangement                      | 1855 (avant)              | pour orchestre |
| 214                     |           | Prélude de la 6e Sonate de violon avec accompagnement de piano d'après la 29e cantate de J.S. Bach | Transcription ou arrangement                      | 1858                      | pour violon et piano |
| 215                     |           | Transcriptions pour piano d'après des œuvres de J.S. Bach                                          | Transcription ou arrangement                      | 1861/1872-1873            | en deux recueils ; pour piano |
| 216                     |           | Sarabande de la 3e Suite anglaise de J.S. Bach                                                     | Transcription ou arrangement                      | 1889                      | pour violon et piano (ou orchestre)                                                                                                |
| 217                     |           | Variations sur le chœur de Judas Macchabée (Haendel) de Beethoven                                  | Transcription ou arrangement                      | 1848 (avant)              | pour piano à quatre mains |
| 218                     |           | Trois transcriptions de quatuors de Beethoven                                                      | Transcription ou arrangement                      | 1858/1869                 | pour piano |
| 219                     |           | Chœur des derviches tourneurs tiré des Ruines d'Athènes de Beethoven                               | Transcription ou arrangement                      | 1869                      | pour piano |
| 220                     |           | Hymne de la Fête de Pâques de La Damnation de Faust de Berlioz                                     | Transcription ou arrangement                      | 1855                      | pour piano |
| 221                     |           | Lélio ou le Retour à la vie, monodrame lyrique de Berlioz                                          | Transcription ou arrangement                      | 1855                      | pour voix et piano |
| 222                     |           | Scherzo sur Les Pêcheurs de perles de Bizet                                                        | Transcription ou arrangement                      | 1886                      | pour piano |
| 223                     |           | Les Vieux époux de Catalan                                                                         | Transcription ou arrangement                      | 1855 (ca.)                | pour voix et piano |
| 224                     |           | Sonate en si bémol mineur, op. 35 de Chopin                                                        | Transcription ou arrangement                      | 1907 (ca.)                | pour deux pianos |
| 225                     |           | Deux Nocturnes nos 16 et 18 de Chopin                                                              | Transcription ou arrangement                      | 1914                      | pour violon et piano |
| 226                     |           | Variations sur 'La Rêverie du soir' du Désert de Félicien David                                    | Transcription ou arrangement                      | 1870 (avant)              | pour piano |
| 227                     |           | Lénore, poème symphonique pour orchestre d'après la ballade de Bürger, d'Henri Duparc              | Transcription ou arrangement                      | 1875                      | pour deux pianos |
| 228                     |           | Chanson des Maucroix de Jacques Durand                                                             | Transcription ou arrangement                      | 1884                      | pour piano |
| 229                     |           | Nocturne sur des motifs d'Hellé d'Alphonse Duvernoy                                                | Transcription ou arrangement                      | 1897                      | version pour piano et version pour piano et violon                                                                                 |
| 230                     |           | Caprice sur les airs de ballet d'Alceste de Gluck                                                  | Transcription ou arrangement                      | 1867                      | pour piano |
| 231                     |           | Menuet d'Orphée de Gluck                                                                           | Transcription ou arrangement                      | 1873                      | pour piano |
| 232                     |           | Kermesse de Faust de Gounod                                                                        | Transcription ou arrangement                      | 1861                      | pour piano |
| 233                     |           | Valse de Faust de Gounod                                                                           | Transcription ou arrangement                      | 1861 ou 1862              | pour piano |
| 234                     |           | Paraphrase sur Gallia de Gounod                                                                    | Transcription ou arrangement                      | 1871                      | pour piano |
| 235                     |           | Kermesse et Valse de Faust de Gounod                                                               | Transcription ou arrangement                      |                           | pour piano |
| 236                     |           | Suite concertante de Gounod                                                                        | Transcription ou arrangement                      | 1887 (ca.)                | version pour piano et orchestre et version pour deux pianos                                                                        |
| 237                     |           | Minuetto (en mi bémol majeur) de Haydn                                                             | Transcription ou arrangement                      | 1864                      | pour piano |
| 238                     |           | Symphonie (en mi bémol majeur) de Haydn                                                            | Transcription ou arrangement                      | 1846 (ca.)                | pour piano |
| 239                     |           | Terzettino 'An den Vetter' de Haydn                                                                | Transcription ou arrangement                      | 1855 (avant)              | pour voix et orchestre |
| 240                     |           | Andante de la 36e Symphonie (en do majeur) de Haydn                                                | Transcription ou arrangement                      | 1868                      | pour piano |
| 241                     |           | Chœur du Printemps (Les Saisons) de Haydn                                                          | Transcription ou arrangement                      | 1870 (avant)              | pour piano à quatre mains |
| 242                     |           | Improvisation sur la Beethoven-Cantate de Liszt                                                    | Transcription ou arrangement                      | 1870                      | pour piano |
| 243                     |           | La Prédiction aux oiseaux de Liszt                                                                 | Transcription ou arrangement                      | 1878 (avant)              | pour orgue |
| 244                     |           | Orphée de Liszt                                                                                    | Transcription ou arrangement                      | 1884                      | pour piano, violon et violoncelle                                                                                                  |
| 245                     |           | Sonate (en si mineur) de Liszt                                                                     | Transcription ou arrangement                      | 1914                      | pour deux pianos |
| 246                     |           | Marche solennelle d'Alexandre Luigini                                                              | Transcription ou arrangement                      | 1878 (ca.)                | pour piano |
| 247                     |           | Deux morceaux de Lully                                                                             | Transcription ou arrangement                      | 1913                      | pour harpe |
| 248                     |           | Fantaisie sur l'hymne national russe d'après A. Lwoff                                              | Transcription ou arrangement                      | 1904 (ca.)                | pour piano |
| 249                     |           | La mort de Thaïs, paraphrase de concert sur l'opéra de Massenet                                    | Transcription ou arrangement                      | 1895                      | pour piano |
| 250                     |           | Scherzo du Songe d'une nuit d'été de Mendelssohn                                                   | Transcription ou arrangement                      | 1858                      | pour piano |
| 251                     |           | Quintette de L'Étoile du Nord de Meyerbeer                                                         | Transcription ou arrangement                      | 1858 (?)                  | pour piano |
| 252                     |           | Valse du Prophète de Meyerbeer                                                                     | Transcription ou arrangement                      | 1858 (?)                  | pour piano |
| 253                     |           | Deux Fantaisies écrites pour le luth par D. Luis Milán de Valence                                  | Transcription ou arrangement                      | 1898                      | pour piano |
| 254                     |           | Marche inédite de Mozart                                                                           | Transcription ou arrangement                      | 1900 (avant)              | pour piano |
| 255                     |           | Andante extrait du Concerto pour piano K. 467 de Mozart                                            | Transcription ou arrangement                      | 1905                      | version pour violon et orchestre et version pour violon et piano                                                                   |
| 256                     |           | Concerto en ut mineur de Mozart                                                                    | Transcription ou arrangement                      | 1914                      | pour deux pianos |
| 257                     |           | Réduction des instruments à vent pour les Concertos I, II, IV, VI, VII, VIII, IX de Mozart         | Transcription ou arrangement                      |                           | piano |
| 258                     |           | Mandolinata (Souvenir de Rome) de Paladilhe                                                        | Transcription ou arrangement                      | 1869                      | pour piano |
| 259                     |           | Paraphrase sur Mandolinata de Paladilhe                                                            | Transcription ou arrangement                      | 1869                      | pour piano |
| 260                     |           | Paraphrase sur La Isleña de Paladilhe                                                              | Transcription ou arrangement                      | 1871                      | pour piano |
| 261                     |           | Symphonie no 1 en ré mineur d'Henri Reber                                                          | Transcription ou arrangement                      | 1858                      | pour piano à quatre mains |
| 262                     |           | Symphonie no 2 en ut majeur d'Henri Reber                                                          | Transcription ou arrangement                      | 1858                      | pour piano à quatre mains |
| 263                     |           | Symphonie no 3 en mi bémol majeur d'Henri Reber                                                    | Transcription ou arrangement                      | 1858                      | pour piano à quatre mains |
| 264                     |           | Symphonie no 4 en sol majeur d'Henri Reber                                                         | Transcription ou arrangement                      | 1858                      | pour piano à quatre mains |
| 265                     |           | Grande valse de concert, op. 15 d'Émile Renaud                                                     | Transcription ou arrangement                      | 1914                      | pour deux pianos |
| 266                     |           | Chant du soir (Abendlied), op. 85 no 12 de Schumann                                                | Transcription ou arrangement                      | 1865 (ca.)                | version pour piano et version pour orchestre                                                                                       |
| 267                     |           | Fantaisie sur Lohengrin de Wagner                                                                  | Transcription ou arrangement                      | 1859                      | pour piano |
| 268                     |           | Marche religieuse de Lohengrin de Wagner                                                           | Transcription ou arrangement                      | 1868                      | pour violon, harmonium et piano |
| 269                     |           | Duo sur des motifs d'Obéron de Weber                                                               | Transcription ou arrangement                      | 1850                      | pour piano et violon |
| 270                     |           | Finale d'Euryanthe de Weber                                                                        | Transcription ou arrangement                      | 1860 (?)                  | pour piano |
| 271                     |           | Œuvres du XVIIIe siècle pour violon de Leclair, Mondonville, Tartini, Corelli, Kennis              | Transcription et réalisation de la basse chiffrée | 1920                      | pour violon et piano |
| 272                     |           | Point d'orgue pour le Concerto en si bémol majeur de Mozart (K. 450)                               | Cadence                                           | 1846                      | pour piano |
| 273                     |           | Point d'orgue pour le Concerto no 4 en sol de Beethoven (op. 58)                                   | Cadence                                           | 1848 (avant)              | pour piano |
| 274                     |           | Points d'orgue pour le Concerto en ré mineur de Mozart (K. 466)                                    | Cadence                                           | 1864                      | pour piano ; à la demande de Franz Stockhausen                                                                                     |
| 275                     |           | Points d'orgue pour le Concerto en ré mineur de Mozart (K. 466)                                    | Cadence                                           | 1879                      | pour la pianiste Arabella Goddard                                                                                                  |
| 276                     |           | Points d'orgue pour le Concerto no 4 en sol de Beethoven (op. 58)                                  | Cadence                                           | 1879                      | pour piano |
| 277                     |           | Points d'orgue pour le 6e Concerto (en mi bémol majeur) de Mozart (K. 449)                         | Cadence                                           | 1881                      | pour piano |
| 278                     |           | Cadences pour le Concerto de violon de Beethoven op. 61 (en ré majeur)                             | Cadence                                           | 1900                      | pour violon |
| 279                     |           | Cadence pour le Concerto en ut mineur de Mozart (K. 491)                                           | Cadence                                           | 1911                      | pour piano |
| 280                     |           | Points d'orgue pour le Concerto en mi bémol majeur à 2 pianos de Mozart (K. 365/316a)              | Cadence                                           | 1911                      | pour deux pianos |
| 281                     |           | Cadences pour le Concerto en mi bémol majeur de Mozart (K. 482)                                    | Cadence                                           | 1906                      | pour piano |
| 282                     |           | Cadenza pour le Concerto no 1 en ut majeur de Beethoven op. 15                                     | Cadence                                           | 1915                      | pour piano |
| 283                     |           | Cadenza pour le Concerto no 2 en si bémol majeur de Beethoven op. 19                               | Cadence                                           | 1915                      | pour piano |
| 284                     |           | Cadenza pour le Concerto no 3 en ut mineur de Beethoven op. 37                                     | Cadence                                           | 1915                      | pour piano |
| 285                     |           | Cadence pour le Concerto en ut mineur de Mozart (K. 491)                                           | Cadence                                           | 1917 (ca.)                | pour piano |